# Anthonotha sassandraensis
Anthonotha sassandraensis là một loài thực vật có hoa trong họ Đậu. Loài này được Aubrev. & Pellegr. miêu tả khoa học đầu tiên.